# MVM Dome
MVM Dome je víceúčelová hala v IX. obvodu maďarského hlavního města Budapešti. Hala se nachází jen několik set metrů od Groupama Arény, kde se hraje fotbalová divize Ferencvárosu Budapešť, nedaleko autobusového nádraží Népliget a stejnojmenné stanice metra. Dome slouží především jako hala pro házenou.

## Historie
Multifunkční halu postavila stavební společnost Market Építő Zrt. v období od září 2019 do listopadu 2021. Za návrh byl zodpovědný architekt György Skardelli. Mimo jiné je také autorem titulů Papp László Budapest Sportaréna a Puskás Aréna.
Předání se uskutečnilo 16. prosince 2021. Od svého dokončení je aréna největší házenkářskou halou v Evropě. Jako první velká akce se zde v lednu 2022 odehrálo 23 zápasů mistrovství Evropy v házené mužů. Nejprve se v základní skupině B utkalo hostitelské Maďarsko s Nizozemskem (13. ledna), Portugalskem (16. ledna) a Islandem (18. ledna). O dva roky později bude následovat mistrovství Evropy v házené žen. V roce 2027 bude hala hostit také Světový pohár v házené žen.
Po otevření se stala domovskou halou házenkářského týmu Ferencváros Budapešť. Aréna je vybavena i pro další sporty, jako je basketbal, volejbal, lední hokej, tenis a krasobruslení. Využívá se také pro koncerty, představení a výstavy.
Od začátku ledna 2022 nese Budapesti Multifunkcionális Sportcsarnok sponzorský název MVM Dome podle státní energetické společnosti Magyar Villamos Művek.

## Údaje
Budapešťská multifunkční sportovní hala pojme až 20 022 návštěvníků. V polovině listopadu 2021 bylo testováno různobarevné osvětlení fasády. Osvětlovací systém se skládá z 3300 metrů LED světelných pásů, LED obrazovky o rozloze 700 m² a 2800 svítidel. Tribuny v hledišti jsou tři patra vysoké.Aréna je v nejvyšším bodě vysoká 40,5 metru a má 49 VIP lóží, 14 výtahů a osm eskalátorů. Pod střechou haly je zavěšena videokostka o celkové hmotnosti 12 tun s plochou obrazovky 216 m², která nabízí více než 14 milionů pixelů. Přilehlé parkoviště pojme 800 aut a VIP parkoviště pojme 150 aut.

## Galerie
- Výstavba v únoru 2021
- Staveniště v říjnu 2021
- Osvětlený dóm v polovině prosince 2021